# Castelul Aetos
Castelul Aetos, cunoscut și ca Aydos, a fost un castel, în prezent aflat în ruină, aflat pe Muntele Aydos, cel mai înalt vârf din Istanbul. Numele său actual este forma turcificată a numelui original grec bizantin (aetos însemnând vultur).